# Carl Silfverstrand
Carl Johan Silfverstrand (født 9. oktober 1885 i Helsingborg, død 2. januar 1975 i Helsingborg) var en svensk gymnast, atlet og senere atletiktræner som virkede i Danmark 1922-1925.
Silfverstrand var medlem af Djurgårdens IF i Stockholm og vandt i 1908 det svenske mesterskab i længdespring. Han blev nummer 9 i stangspring og nummer 12 i længdespring ved OL i London 1908. Han blev olympisk mester i gymnastik under OL 1912 i Stockholm. Han var med på det svenske hold som vandt holdkonkurrencen efter svensk system. Hold fra tre nationer var med i konkurrencen, der blev afholdt på Stockholms Stadion.
Silfverstrand virkede som atletiktræner i København 1922-1925 og skrev under denne tid, sammen med den danske træner Moritz Rasmussen, den første danske instruktionsbog i atletik; Lærebog i fri idræt som blev oversat til svensk, norsk, islandsk, tysk og engelsk.

## Personlige rekorder
- Stangspring: 3,30 (1907)
- Længdespring: 6,59 (1909)

## Forfatterskab
- Hopp af Carl Silfverstrand og Bertil G:son Uggla, 1918
- Illustreret Lærebog i fri idræt af Carl Silfverstrand og Moritz Rasmussen, 1925.